# Copargo
Copargo ist eine Kommune im Nordwesten von Benin im Departement Donga.

## Geografie
Die Gemeinde erstreckt sich über 876 km² und wird begrenzt von den Gemeinden Kouandé (im Norden), Djougou (im Süden und Osten) und Ouaquè (im Westen). Außerdem grenzt Copargo im Westen an Togo.
Die Landschaft wird von den Ausläufern der Atakora-Gebirgskette dominiert. Die restliche Gemeindefläche ist eben. Zwei Jahreszeiten bestimmen das Klima: Die Regenzeit von Mitte April bis Mitte Oktober und die Trockenzeit (Mitte Oktober bis Mitte April). Die Regenmenge variiert zwischen 800 mm und 1300 mm, in der Spitze werden ca. 1500 mm gemessen, den meisten Niederschlag gibt es im August und September. Auf dem Gemeindegebiet gibt es einige kleine Flüsse (hauptsächlich während der Regenzeit): Affèou, Yari, Gbangbaré, Saguigui.

## Bevölkerung
In Copargo leben 70.938 Menschen (Stand 2018), das entspricht einer Bevölkerungsdichte von 85 Personen pro km². Angehörige der Tanéka (Yom) und Lokpa repräsentieren 83 % der Bevölkerung. Weitere Volksgruppen sind Fulbé (7,2 %), Hausa (1,4 %) sowie Sola, Boufalé, Bariba und Fon. Die traditionellen Religionen (u. a. Voodoo) werden von 70 % der Bevölkerung praktiziert., darüber hinaus gibt es 18 % Muslime und 8 % Christen.

## Verwaltungsorganisation
Die Gemeinde ist unterteilt in die vier Verwaltungsbezirke Anandana, Copargo, Pabégou und Singré; diese Bezirke umfassen 46 Dörfer und den Zentralort Copargo. Bürgermeister ist Monsieur Ignace Ouorouu, Beigeordnete sind Louis Konde und Imaorou Ambani.

## Infrastruktur
Durch das Gemeindegebiet führt auf etwa 20 km die asphaltierte Fernstraße von der Küste nach Burkina Faso. Die restlichen Verbindungen sind zum Teil sehr schlechte Pisten, von denen einige während der Regenzeit unpassierbar sind. Elektrischen Strom gibt es nur in den Orten Pabégou, Copargo und Singré (seit 2011). Offene Brunnen, Wasserlöcher, kleine Wasserläufer und einzelne geschlossene Brunnen mit Pumpe stellen die Wasserversorgung sicher. Nur in Copargo und Singré gibt es zwei Wasserhochbehälter und damit fließendes Wasser für öffentliche Gebäude und einen kleinen Teil der jeweiligen Bevölkerung.
Es gibt 79 Grundschulen die teilweise in einem katastrophalen baulichen Zustand sind. In Copargo und in Pabégou gibt es jeweils ein CEG, an welchen der Abschluss mit dem Abitur möglich ist.
Ein Hospital, geleitet von Salissou Atta stellt die medizinische Versorgung sicher. Darüber hinaus gibt es fünf Gesundheitszentren Pabégou, Copargo, Singré, Anandana und Kpassabia, die ebenfalls unter der Leitung von Fabien N’tia stehen.
Copargo verfügt weiterhin über einen eigenen Polizeiposten und über eine Poststelle.

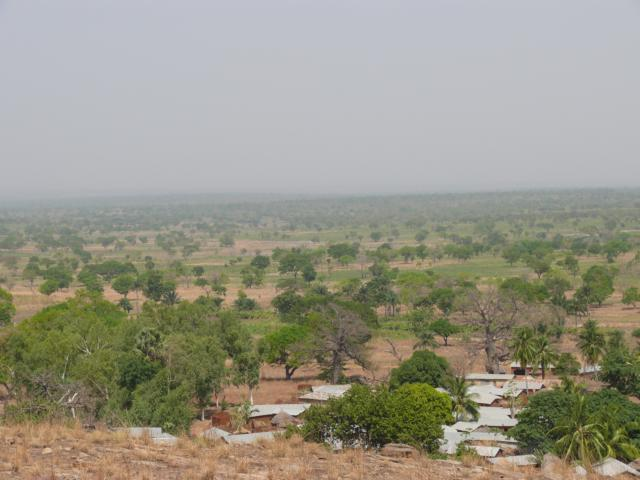
Savanne
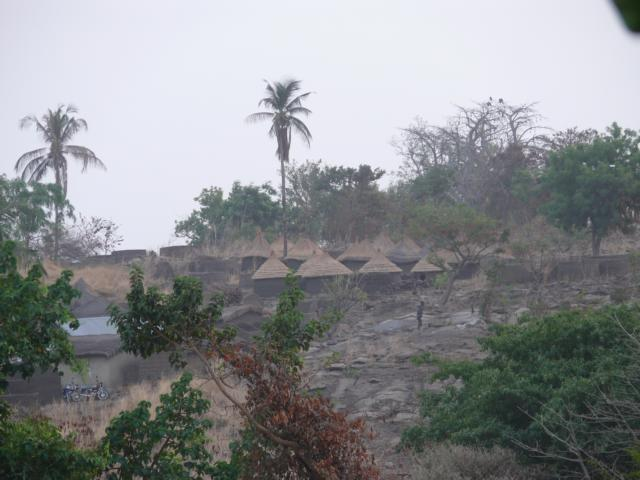
Das Dorf Tanéka
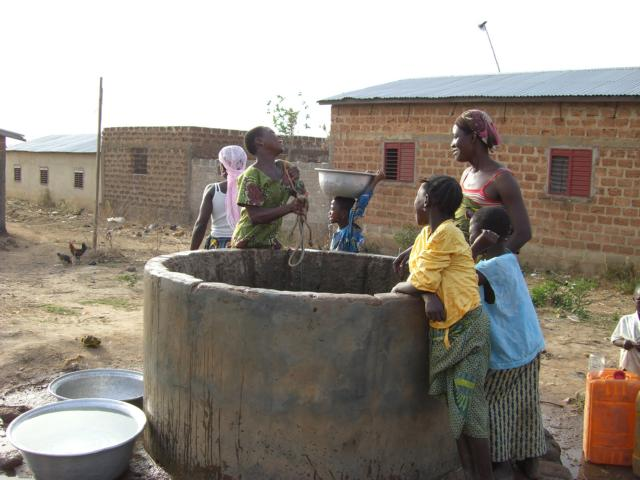
Brunnen
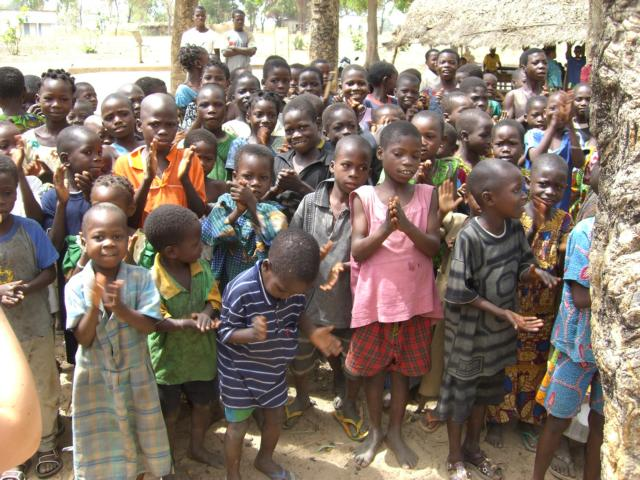
Jugend
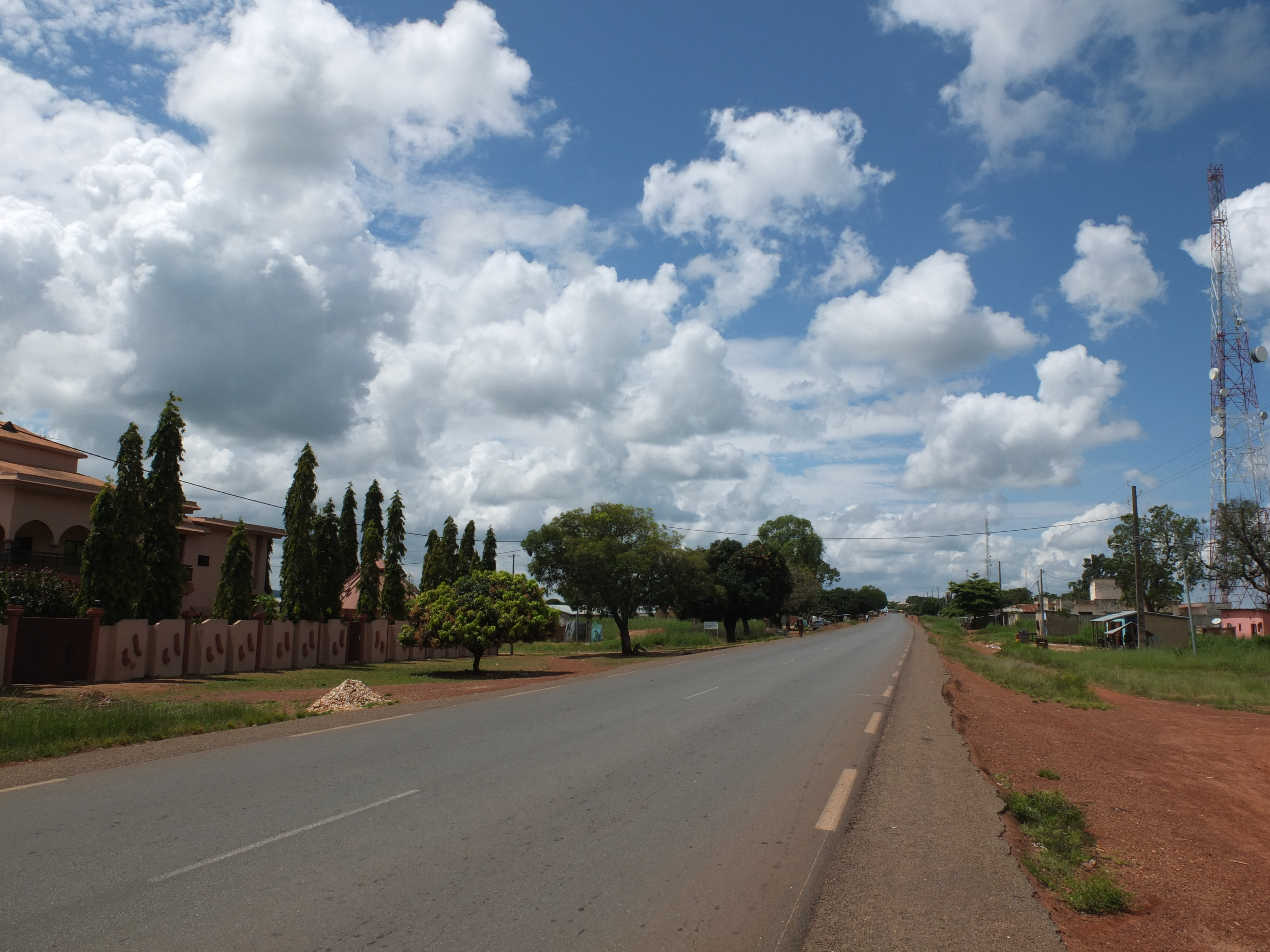
Ortseingang

## Partnerschaften
Eine intensive Städtepartnerschaft besteht seit 2006 mit der saarländischen Gemeinde Losheim am See. Im Jahre 2010 unterzeichnete die Gemeinde eine Partnerschaft mit dem Entwicklungshilfe Benin e.V. Die Partnerschaft hat eine Laufzeit von 10 Jahren. Das CEG in Copargo schloss 2005 eine Partnerschaft mit der Peter-Dewes-Gesamtschule in Losheim am See. 2010 unterzeichneten das CEG in Pabégou und die Eichenlaubschule in Weiskirchen ebenfalls eine Schulpartnerschaft.